# فرار به جنگ
"فرار به جنگ" با عنوان اصلی آلمانی بی‌قراری دل (به آلمانی: Ungeduld des Herzens) که با نام "ندای وجدان" ترجمه مجید مسعودی نیز منتشر شده، کتابی است نوشته اشتفان تسوایگ، نویسنده اتریشی که در سال ۱۳۹۶ توسط نیما علیرضایی به فارسی برگردانده و توسط انتشارات شمشاد به چاپ رسیده است. این کتاب تنها رمان بلند اشتفان تسوایگ درامی عاشقانه است که در سال ١٩٣٩ نگاشته شده است.
شخصیت اصلی کتاب یک افسر ارتش اتریش به نام هوف میلر است که داستان توسط راوی ای از زبان او بازگو می‌شود.